# Torre de la Doncella
La Torre de la Doncella (en azerí Qız Qalası; en persa قلعه دختر; en ruso, Девичья башня; nombre antiguo, Göz Qalası[cita requerida] - «La Torre del Ojo») es una torre persa sasánida en la ciudad vieja de Bakú, originalmente en la orilla del mar Caspio. Debido al retiro de la línea de la playa hoy la torre está más separada del mar Caspio que a principios del siglo XX, y la separa del mar una carretera principal muy transitada y jardines públicos. La torre, junto con el Palacio de los Shirvansháhs y el resto de recinto amurallado de Bakú fue inscrito como Patrimonio de la Humanidad de la Unesco en 2000.
Fue construida en el siglo XII, o posiblemente antes - su estilo arquitectónico y secuencia de construcción es oscura, y algunos estiman que su antigüedad se remonta a 2.500 años, pero es improbable. Fue construida por el arquitecto del siglo XII Masud ibn Davud, quien era probablemente el padre del arquitecto de la torre redonda de Mardakan (que no hay que confundir con el castillo de Mardakan).
Hay varias explicaciones que disputan entre sí sobre el nombre y su origen:
- Una leyenda se refiere a una doncella que se arrojó ella misma desde lo alto, para encontrar la muerte en las ondas debajo.
- El hecho de que la torre nunca haya sido tomada a la fuerza.
- Algunos creen que fue en el pasado la Torre de vigilancia [Göz Qalası]

La Torre de la Doncella es un destacado monumento y uno de los emblemas nacionales más distintivos de Azerbaiyán. Está representada en los billetes azeríes y otros papeles oficiales. Alberga un museo y una tienda de regalos. La vista desde el tejado capta los minaretes y los callejones de la ciudad vieja, el Parque Marítimo nacional, la casa donde residió el general De Gaulle camino a Moscú en noviembre de 1944 y una amplia vista de la bahía de Bakú. En años recientes el brasero en lo alto se ha iluminado durante las noches de la fiesta del Noruz.
La Torre de la Doncella está representada en el anverso de los billetes de 1 a 250 manats de 1992-2006, y del billete de 10 manat emitido desde 2006.
La Torre de la Doncella fue el fondo que eligió Ictimai Tv (Televisión de Azerbaiyán) para dar sus puntuaciones en la final de Eurovision 2008, en la que la portavoz fue Leila.

## Galería de imágenes

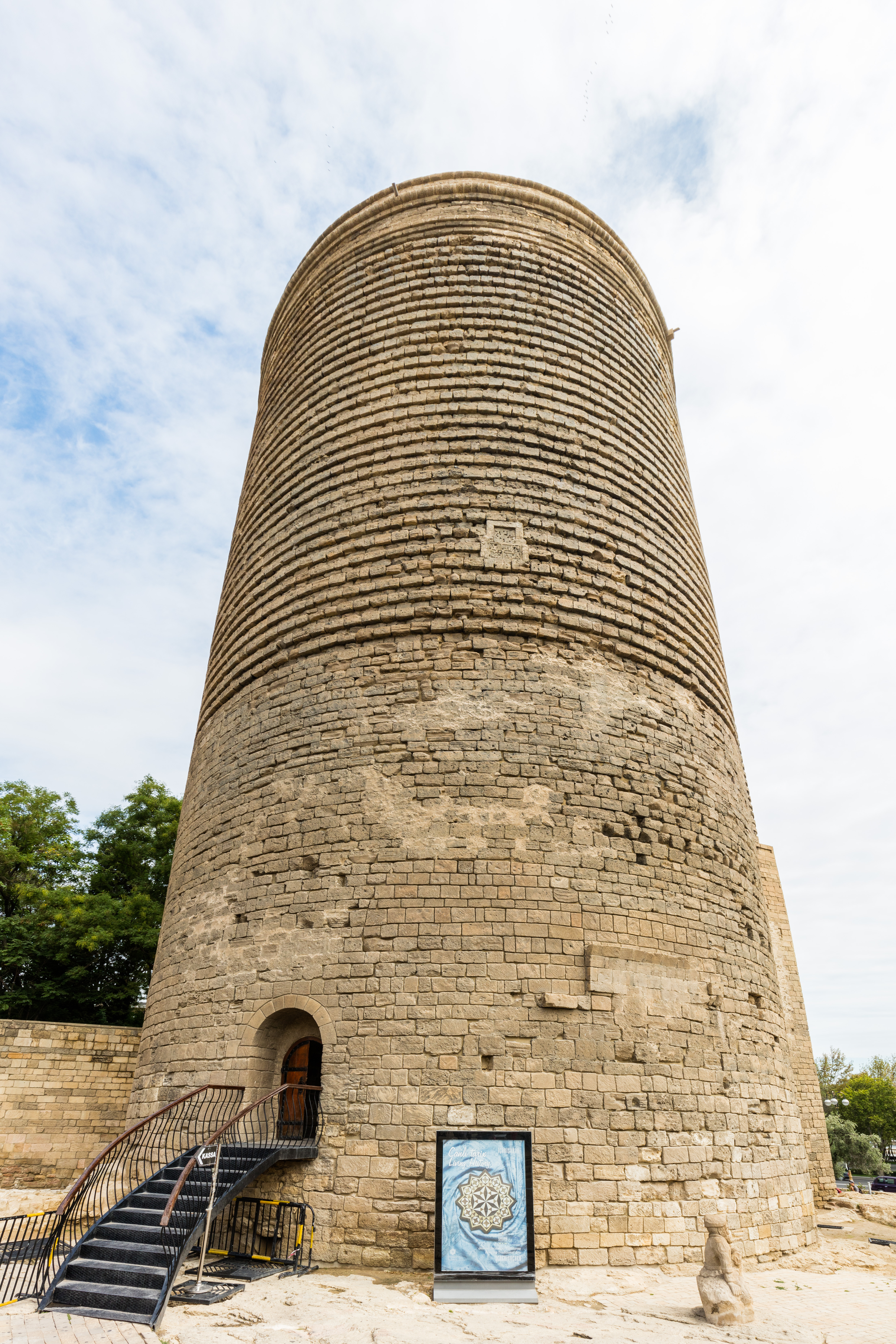
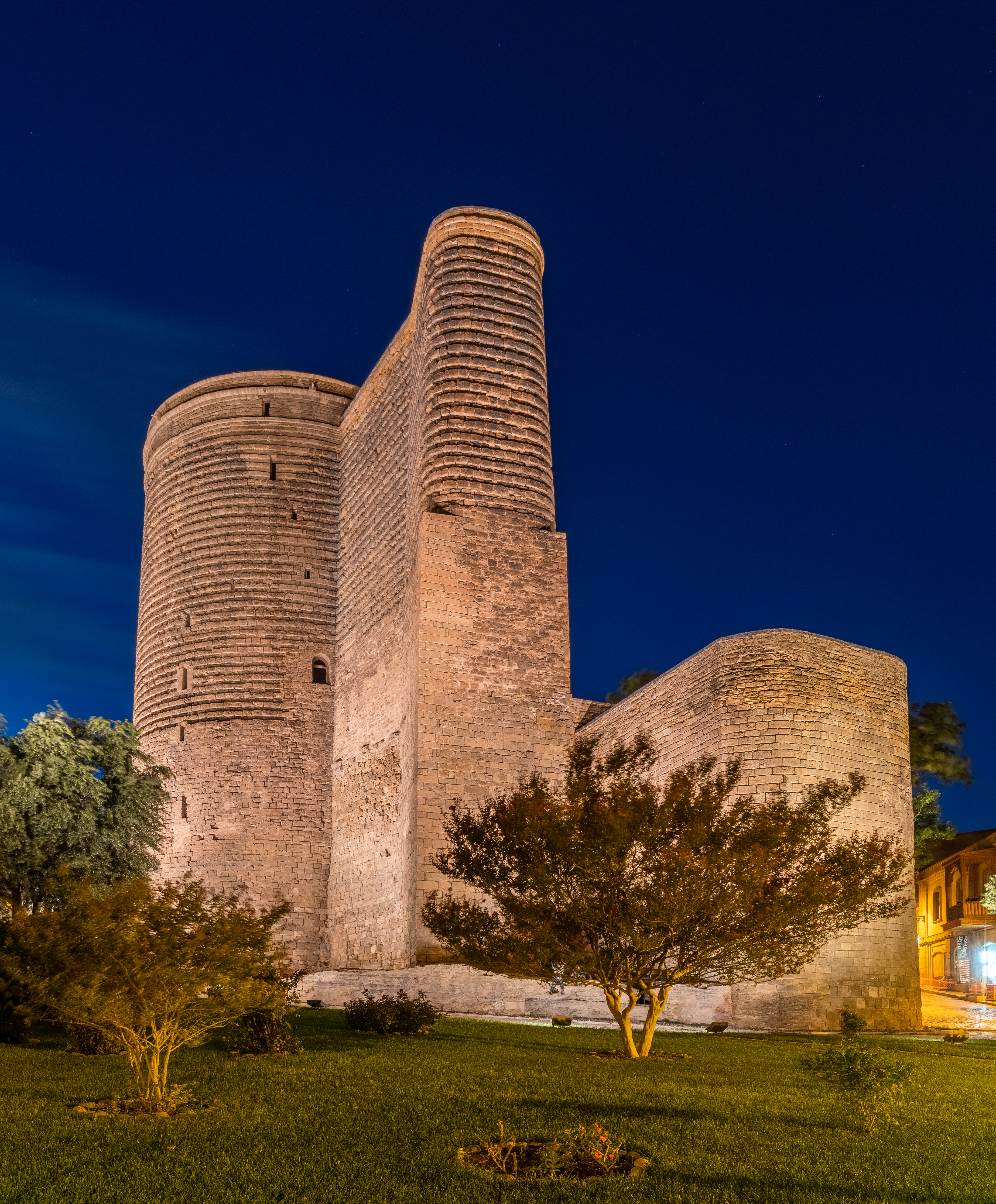
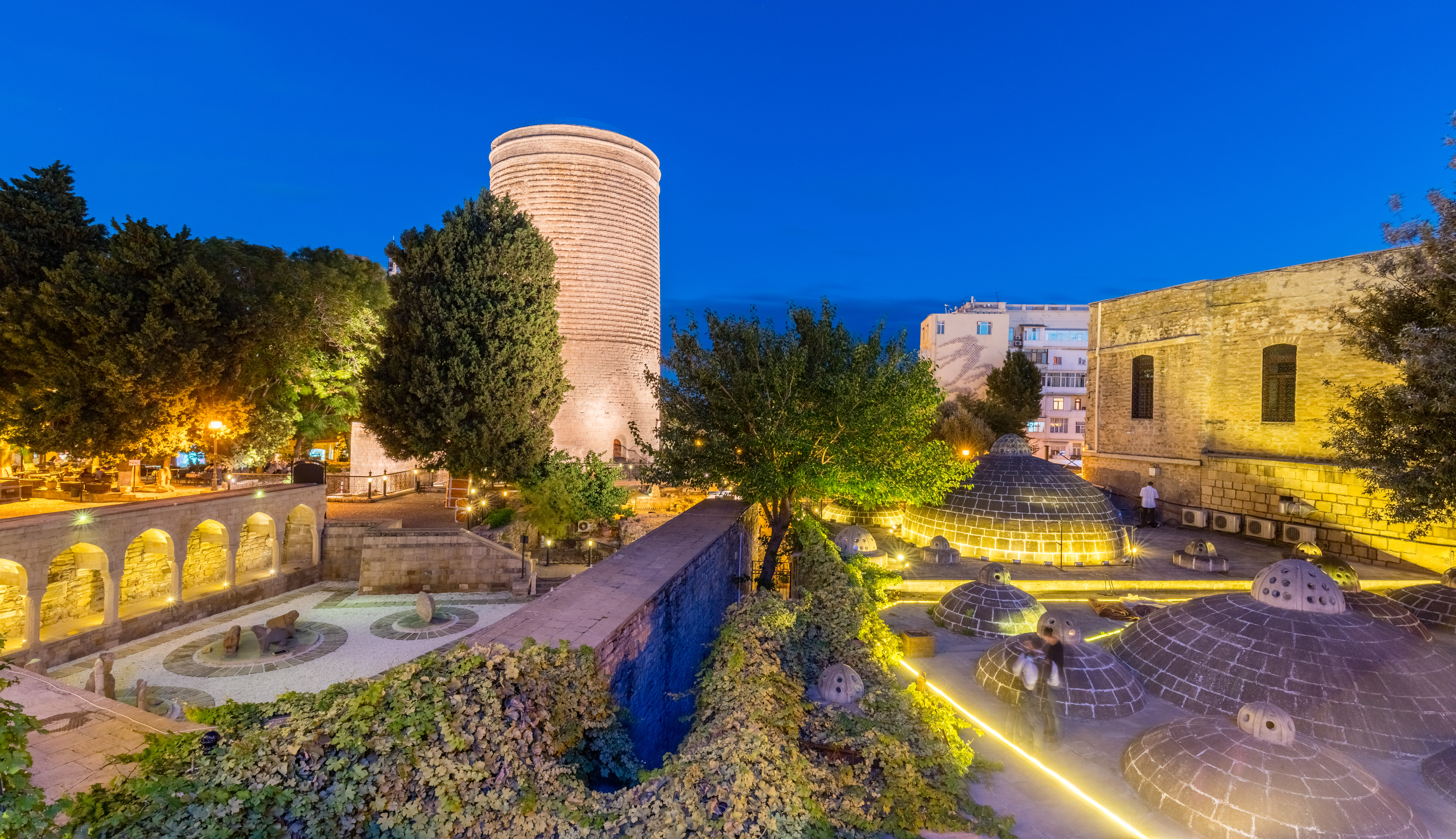